# Équipe de Tunisie de football en 1996
L'équipe de Tunisie de football confirme ses progrès en 1996 : elle réalise de bonnes prestations en coupe d'Afrique des nations en parvenant en finale. Puis elle entame victorieusement les qualifications de la coupe du monde 1998 avec trois victoires, ainsi que les éliminatoires de la coupe d'Afrique des nations 1998.
Henryk Kasperczak, qui a lancé de nombreux jeunes à l'instar de Kaïs Ghodhbane, Imed Ben Younes, Mehdi Ben Slimane, Ferid Chouchane, Mounir Boukadida, Khaled Badra, Sofian Fekih ou Riadh Bouazizi à côté de joueurs confirmés comme Zoubaier Baya, Adel Sellimi, Chokri El Ouaer, Hédi Berrekhissa, Abdelkader Belhassen, Skander Souayah, Tarek Thabet ou encore Sami Trabelsi, gagne son pari et permet à l'équipe de disposer de joueurs prometteurs tout en formant son ossature pour les années à venir.
Par ailleurs, l'équipe olympique participe aux Jeux olympiques de 1996, sous la direction de Kasperczak, avec neuf joueurs de la sélection nationale. Elle perd deux matchs et fait match nul face à l'équipe d'Argentine olympique.

## Matchs
| Date             | Stade                                | Adversaire     | Score                                     | Comp                | Buteurs tunisiens                                  |
| 3 janvier 1996   | Rabat, Maroc                         | Maroc          | 1-3                                       | A                   | Baya 43e                                           |
| 8 janvier 1996   | Ismaïlia, Égypte                     | Égypte         | 1-2                                       | A                   | Boukadida 25e                                      |
| 16 janvier 1996  | Port Elizabeth, Afrique du Sud       | Mozambique     | 1-1                                       | CAN (1er tour)      | Berrekhissa 37e                                    |
| 19 janvier 1996  | Port Elizabeth, Afrique du Sud       | Ghana          | 1-2                                       | CAN (1er tour)      | Ben Younes 72e                                     |
| 25 janvier 1996  | Port Elizabeth, Afrique du Sud       | Côte d'Ivoire  | 3-0                                       | CAN (1er tour)      | Ben Younes 32e 39e, Belhassen 49e                  |
| 28 janvier 1996  | Durban, Afrique du Sud               | Gabon          | 1-1 (4-1 aux tirs au but pour la Tunisie) | CAN (1/4 de finale) | Baya 10e                                           |
| 31 janvier 1996  | Durban, Afrique du Sud               | Zambie         | 4-1                                       | CAN (1/2 finale)    | A. Sellimi 15e 86e (pen.), Baya 28e, Ghodhbane 86e |
| 3 février 1996   | Johannesburg, Afrique du Sud         | Afrique du Sud | 0-2                                       | CAN (finale)        |                                                    |
| 26 mai 1996      | Stade olympique d'El Menzah, Tunisie | Sénégal        | 2-0                                       | A                   | A. Sellimi 13e (pen.), Chedli 29e                  |
| 2 juin 1996      | Kigali, Rwanda                       | Rwanda         | 3-1                                       | QCDM                | A. Sellimi 42e (pen.) 46e, Ben Slimane 61e         |
| 2 juin 1996      | Stade olympique d'El Menzah, Tunisie | Rwanda         | 2-0                                       | QCDM                | Berrekhissa 17e, A. Sellimi 47e (pen.)             |
| 6 octobre 1996   | Sousse, Tunisie                      | Sierra Leone   | 2-0                                       | QCAN                | S. Trabelsi 29e, Souayah 70e                       |
| 13 octobre 1996  | Kobé, Japon                          | Japon          | 0-1                                       | A                   |                                                    |
| 10 novembre 1996 | Accra, Ghana                         | Liberia        | 1-0                                       | QCDM                | R. Jelassi 88e                                     |

## Source
- Mohamed Kilani, « Équipe de Tunisie : les rencontres internationales », Guide-Foot 2010-2011, éd. Imprimerie des Champs-Élysées, Tunis, 2010